# Welbeck Hill
Welbeck Hill est un site archéologique du Lincolnshire, en Angleterre. Il est situé dans la paroisse civile d'Irby upon Humber, à une dizaine de kilomètres au sud-ouest de la ville de Grimsby.
Il abrite un cimetière en usage dans les premiers siècles de la période anglo-saxonne de l'histoire de l'Angleterre, entre 425 et 650 environ. Les fouilles menées par l'archéologue amateur Gordon Taylor entre 1962 et 1979 ont permis d'identifier 72 inhumations et 5 crémations, avec un mobilier funéraire varié comprenant des broches, des bractéates, des bagues, des couteaux et des pointes de lance.
Après être restés en possession de Taylor jusqu'à sa mort, les objets retrouvés à Welbeck Hill sont rachetés par le North Lincolnshire Museum (en) en 2020.